# Железняк, Владимир Степанович
Владимир Степанович Железняк-Белецкий (9 [22] июля 1903, Ковно — 28 октября 1984, Вологда) — советский писатель, музейный работник, искусствовед.

## Биография
Родился 9 (22) июля 1903 года в Ковно, где его отец, будущий сенатор Степан Петрович Белецкий был правителем канцелярии ковенского губернатора. Мать, Ольга Константиновна (урождённая Дуроп), была потомком Дениса Давыдова.
Детство и раннюю юность провел в Санкт-Петербурге, учился на Гагаринской улице в Третьей мужской классической гимназии, кадетском училище, затем в 41-й Единой трудовой школе второй ступени. Отец был казнён в Москве 5 сентября 1918 года в ходе акции красного террора, мать служила в Петрограде сестрой милосердия в красноармейском госпитале. Когда мать получила разрешение уехать из Петрограда в Пятигорск, где на её имя Белецким была куплена дача, Владимир был оставлен у дяди в Москве.
Поступил на Высшие государственные литературные курсы, где учился с 1925 по 1930 год, а когда ВГЛК ликвидировали, студентов распределили по редакциям газет и издательств. Работал в газете «За пищевую индустрию», а затем заместителем редактора газеты «За здоровый трамвай» Краснопресненского парка. Состоял в студенческом кружке «Молодая кузница» — был её председателем. Принят в члены МАППа и Литфонда (с 1928 года). Печатался под псевдонимом Вл. Железняк (в роду был гайдамак Максим Железняк — руководитель крестьянской войны на Украине в 1768 году, Колиивщины) в журналах. Наибольшее количество очерков и статей поместил в «Рабочей газете» и журнале «Экран».
В 1930—1931 гг. в писательских сборниках издательства «Недра» благодаря В. В. Вересаеву опубликована повесть «Она с Востока» (№ 18), а после поездки на Украину, в Полесье,— повесть «Пассажиры разных поездов» (№ 20). Рассказ «Преступление вагоновожатого Ильюшина» напечатан в журнале «Молодая гвардия» (№ 11, 1933). Повесть «Оловянные солдатики» («Знамя», № 11, 1934) была переведена на французский язык в журнале «Интернациональная литература» в 1933 году.
Первая жена — Ксения Александровна Белецкая.
В 1935 году арестован, в том же году осуждён Особым совещанием при НКВД СССР по статье УК 58-10. Из обвинительного заключения: «Белецкий утверждал, что крестьянство разорено и озлоблено против Советской власти, а рабочие запуганы репрессиями. Часто Белецкий говорил о ненормальном положении в литературе: „Цензурными условиями и директивами партии подавлено свободное творчество писателя. Писать можно только в стиле казённого оптимизма. Мы живём в эпоху реакции, в царское время не было таких репрессий“. В связи с убийством Кирова Белецкий говорил, что это приведёт к тому, что расстреляют сотни неповинных людей. Белецкий распространял версию, что убийство Кирова не случайное явление, члены партии, совершившие революцию, в борьбе за власть стали уничтожать друг друга…»
Был в лагере, сослан в Вологду, где остался навсегда. Поступил в железнодорожную газету «На стройке», несколько месяцев там работал. Затем стал старшим научным сотрудником по охране памятников истории и культуры Вологодского областного краеведческого музея. С помощником — А. А. Мировым — построил в музее (по архивным данным) отдел истории. Объездил область с этнографическими экспедициями. В свободное от занятий время изучал историю, архитектуру и народное творчество северного края. В годы войны был на оборонных работах (ст. Дикая), устраивал передвижные выставки в госпиталях, читал лекции по истории, вместе с художниками Н. М. Ширякиным и реставратором А. И. Брягиным. В 1943 году был принят в Союз художников СССР и одно время состоял секретарём вологодского отделения.
Жена (с 1943 года) — художница Нина Витальевна Железняк (урожд. Боруцкая, 1915—1996), в 1937 году была арестована и вместе с отцом сослана из Москвы в Вологодскую область сроком на пять лет как «социально опасный элемент».
Н. В. Железняк: «Корбаков взял меня с собой, когда пошёл навещать Владимира Степановича на улицу Герцена, 76. Домик был одноэтажный, принадлежал двум хозяйкам. В передней части жила бывшая высланная по религиозным делам Бекова с хромой дочкой, в задней квартире № 2, что выходила во двор с огородом, — Прасковья Ивановна Палилова, которая раньше была рабочей на железной дороге. С ней жила дочь с сынишкой, её муж был на фронте. Владимир Степанович жил у неё с 1938 года, после ссылки в Вологду в 1936 году. Сослан он был на три года.
Народу у Палиловой обитало много. В большой комнате жила и своя семья и снимали койку медсестра и рабочая льнозавода, а рядом, в маленькой комнате, у кухни жила ещё одна квартирантка. Так что Владимир Степанович имел только угол в крошечной кухне сбоку от русской печки. Рядом у окна стояли столик и табуретка. Мимо ходила квартирантка к себе в комнату.
Днём в большой комнате, кроме хозяйки, никого не было, и можно было сидеть на диванчике.
Но когда мы пришли с Володей Корбаковым, пришлось устроиться в кухне. Володя выспрашивал у Владимира Степановича что-то о философах конца XIX века, потом говорили о Леониде Андрееве. Владимир Степанович был очень интересным собеседником и, как я поняла, эрудитом по многим вопросам гуманитарных наук.
После этого вечера я старалась одна приходить на улицу Герцена, так как меня раздражали сумбурные и бездоказательные споры Корбакова, и гораздо интереснее было просто слушать Владимира Степановича.
В одно из первых посещений мне запомнилось, как Владимир Степанович чистил крохотные, с ноготь, картофелины, которые лучше было бы сварить в кожуре. Он делал это так старательно и изящно, что я вдруг почувствовала нежность к этому человеку».
Был награждён медалью «За доблестный труд в Великой Отечественной войне 1941—1945 гг.». После войны вошёл в местное Литературное объединение, много печатался в вологодских газетах. Работая в музее, жил с женой в Кремле.
Умер 28 октября 1984 года. Реабилитирован в 1992 году.
Дочь — журналистка Ванда Белецкая (род. 1931), падчерица поэта С. А. Васильева.

## Сочинения
- Вологда. Вологда, 1947, 1963.
- Повесть о творчестве. Вологда, 1956.
- Художник Верещагин
- Вологодские художники. Альбом. Л.: 1964 (вместе с искусствоведом Л. Ф. Дьяконицыным)
- Последние годы Ф. М. Достоевского. Вологда: Сев.-Зап. кн. изд-во: Вологод. отд-ние, 1983.
- Одержимые. Вологда: Сев.-Зап. кн. изд-во, 1986.
- Три рассказа из архива на Лубянке // Наш современник. 1997. № 6.